# Lascoria indivisalis
Lascoria indivisalis là một loài bướm đêm trong họ Noctuidae.